# Savitri Devi
Maximiani Julia Portas, nota anche con lo pseudonimo di Savitri Devi Mukherji (in hindī सावित्री देवी मुखेर्जी; Lione, 30 settembre 1905 – Sible Hedingham, 22 ottobre 1982), è stata una scrittrice e poetessa greca, agente segreta dell'intelligence nazista in India durante la seconda guerra mondiale.
Fautrice dell'indipendenza indiana, del sistema delle caste e dell'induismo in contrapposizione al cristianesimo e all'islamismo, nel dopoguerra continuò ad essere una fervente nazista e antisemita, negazionista dell'Olocausto, promotrice e animatrice di movimenti neonazisti, nonché occultista, animalista e naturista sempre nell'ambito dell'ideologia nazista.

## Idee
Nata e cresciuta in Francia da madre inglese e padre italo-greco, critica delle religioni abramitiche (in particolare l'islam poiché distruttore della società induista delle caste), Devi era una sostenitrice della sintesi tra induismo e nazismo, proclamando che Adolf Hitler era stato mandato dalla Provvidenza, come un avatar del Dio indù Visnù, un preannuncio di Kalki con la forza di Shiva il distruttore, basandosi su una personale interpretazione delle parole di Krishna nella Bhagavadgītā:
Per la distruzione dei malfattori nell'interesse di stabilire fermamente la rettitudine, per la protezione del buono io vengo alla luce di era in era.»
(Bhagavadgita 4.7-8)
Credeva che Hitler fosse il sacrificio per l'umanità che avrebbe portato alla fine del Kali Yuga indotto da coloro che lei credeva possedessero il potere del male, gli ebrei, in quanto seguaci del demiurgo gnostico. I suoi scritti hanno influenzato le correnti del neo-nazismo e del neonazismo esoterico. Tra le idee di Savitri Devi c'è la classificazione degli "uomini al di sopra del tempo" (es. Akhenaton), "uomini nel tempo" (come Gengis Khan) e "uomini contro il tempo" (come Hitler). Rifiutando le idee del giudeo-cristianesimo, Devi credeva in una forma di monismo panteistico; un cosmo solo di natura composta da divina energia-materia.
Devi è stata la prima grande esponente nell'immediato dopoguerra di quello che sarebbe diventato noto col nome di "hitlerismo esoterico"; secondo tale ideologia, a seguito della caduta del Terzo Reich e del suicidio di Adolf Hitler alla fine della seconda guerra mondiale, la stessa figura di Hitler avrebbe potuto subire un processo di divinizzazione.
Essa collega l'idea di razza ariana appartenuta al Führer a quella pan-induista del movimento d'indipendenza indiano e ai suoi attivisti di maggior spicco come Subhas Chandra Bose. Nella sua visione, la svastica era un simbolo di particolare importanza, in quanto simboleggiava l'unità della razza ariana nelle sue componenti germaniche ed hindu (e che è anche, nella tradizione tibetana, un simbolo di buon augurio, ma disegnata nel senso opposto).
Si dimostra interessata prima d'ogni altra cosa al sistema delle caste in India, che considera come l'archetipo delle leggi razziali destinate a governare la separazione delle differenti razze; questo allo scopo di mantenere la purezza del sangue (ben raffigurata anche dall'aspetto e dalla carnagione chiara). Considera poi la sopravvivenza della minoranza dalla pelle chiara costituita dai brahmani, in mezzo alle popolazioni di molteplici razze diverse del subcontinente indiano dopo più di 60 secoli, come un esempio assoluto del valore intrinseco dato dal sistema ariano delle caste.
Essa ha integrato il nazismo all'interno di un più ampio quadro mistico-religioso, quello della concezione ciclica del mondo, interpretandolo all'interno di una più larga struttura di corsi e ricorsi storici della storia induista (vedi Yuga). Savitri ha poi considerato Hitler come Kalki, il decimo e ultimo Avatāra del dio Visnù, chiamandolo con appellativi del tipo "dio-uomo/Semidio della nostra epoca-Uomo contro il Tempo-più grande europeo di tutti i tempi", con una visione ideale derivata dal mito dell'eterno ritorno; il popolo ariano era quello dominatore del ciclo temporale precedente all'attuale e ricordato come esser stato nel suo insieme "l'umanità perfetta" e dotata dei mezzi pratici effettivi per opporsi alle forze degenerative della temporalità (o "forze che agiscono nel Tempo").

Vede infine la sconfitta e morte di Hitler causata dal fatto di essere stato "troppo magnanimo, troppo fiducioso/corretto e troppo buono", in definitiva per il non esser stato capace di dimostrarsi abbastanza spietato, di aver nel proprio profilo psicologico troppa solarità benevola e non abbastanza fulmine (ovvero praticità e assenza di scrupoli). Tutto ciò a differenza dell'incarnazione prossima ventura di Kalki, la quale
Le è inoltre accreditato di aver indirizzato l'interesse dei neonazisti verso i movimenti New Age, anche se in realtà tra neonazisti e New Age non dovrebbe esservi alcun legame, dato che i punti di riferimento della New Age sono la Società Teosofica di Madame Blavatsky e Annie Besant e la Lucis Trust di Alice Bailey, già appartenente alla appena menzionata Società, che fu particolarmente combattuta da Savitri Devi, che in linea con René Guenon, la considerava un fenomeno sovversivo e antitradizionale, rinnovando le simpatie naziste per esoterismo, occultismo e naturismo animalista.
Ha influenzato il diplomatico cileno Miguel Serrano e il filosofo russo eurasiatista Aleksandr Gel'evič Dugin. Nel 1982, Franco Freda ha pubblicato una traduzione in lingua tedesca della sua opera Gold in the Furnace, ed il quarto volume della sua revisione annuale, Risguardo (1980), è stata dedicata a Savitri Devi in quanto "missionaria del paganesimo ariano".
Savitri è stata associata negli anni del dopoguerra a Françoise Dior, Colin Jordan, Otto Skorzeny, Johann von Leers, Horia Sima, Léon Degrelle, Hans-Ulrich Rudel., Andrew Fountaine, Miguel Serrano, George Lincoln Rockwell, WIlliam Luther Pierce, Matt Koehl, David Myatt, Ernst Zündel e Franco Freda.
È stata anche uno dei membri fondatori dell'Unione Mondiale dei Nazionalsocialisti.